# برزووا (ناحیه زلین)
برزووا (به چکی: Březová) یک منطقهٔ مسکونی در جمهوری چک است که در ناحیه زلین واقع شده‌است. برزووا ۲٫۶۵ کیلومتر مربع مساحت و ۴۷۰ نفر جمعیت دارد و ۳۴۸ متر بالاتر از سطح دریا واقع شده‌است.